# Azuragrion buchholzi
Azuragrion buchholzi är en trollsländeart som först beskrevs av Elliot C.G. Pinhey 1971.  Azuragrion buchholzi ingår i släktet Azuragrion och familjen dammflicksländor. IUCN kategoriserar arten globalt som nära hotad. Inga underarter finns listade i Catalogue of Life.